# Okinoshima (Shimane)
Okinoshima (jap. 隠岐の島町, -chō) ist eine Stadt im Landkreis Oki in der japanischen Präfektur Shimane.

## Geografie
Die Gemeindefläche umfasst hauptsächlich das Gebiet der Insel Dōgo, welche zu den Oki-Inseln gehört. Allerdings betrachtet die japanische Verwaltung auch die mit Südkorea territorial umstrittenen Liancourt-Felsen als Teil dieser Gemeinde.

## Geschichte
Okinoshima entstand am 1. Oktober 2004 aus dem Zusammenschluss der Chō Saigō (西郷町, -chō) mit den Mura Fuse (布施村, -mura), Goka (五箇村, -mura) und Tsuma (都万村, -mura).

## Verkehr
Am südöstlichen Rand der Insel gibt es den Flughafen Oki, welcher einen regelmäßigen Flugverkehr zur japanischen Hauptinsel anbietet.
Durch Okinoshima führt die Nationalstraße 485, die sich auf Honshū nach Matsue fortsetzt.

## Bildung
In Okinoshima befinden sich 13 Grund-, 5 Mittel-, je von der Stadt getragen, und 2 von der Präfektur getragene Oberschulen, die Oberschule Oki (島根県立隠岐高等学校, Shimane-kenritsu Oki kōtō gakkō) und die Fischereioberschule Oki (島根県立隠岐水産高等学校, Shimane-kenritsu Oki suisan kōtō gakkō).

## Persönlichkeiten
- Kai Hirano (* 1987), Fußballspieler